# Миндишево
Миндишево (баш. Миндеш) — деревня в Салаватском районе Республики Башкортостан Российской Федерации. Входит в состав Ишимбаевского сельсовета.

## География

### Географическое положение
Расстояние до:
- районного центра (Малояз): 37 км,
- центра сельсовета (Ишимбаево): 1 км,
- ближайшей ж/д станции (Кропачёво): 8 км.

## Население
| 2002 | 2009 | 2010 |
| ---- | ---- | ---- |
| 304  | ↗316 | ↘304 |

Национальный состав
Согласно переписи 2002 года, преобладающая национальность — башкиры (98 %).

## Религия
В деревне есть мечеть.